# Notarcha cassusalis
Notarcha cassusalis là một loài bướm đêm trong họ Crambidae.